# فرناندو پیکون
فرناندو پیکون (انگلیسی: Fernando Picun؛ زادهٔ ۱۴ فوریهٔ ۱۹۷۲) بازیکن سابق فوتبال اهل اروگوئه است.
از باشگاه‌هایی که در آن بازی کرده‌است می‌توان به باشگاه فوتبال فاینورد، باشگاه فوتبال اوراوا رد دیاموندز، باشگاه فوتبال دانوبیو و باشگاه ورزشی دفنسور اشاره کرد.